# Ercole Procaccini il Vecchio
Ercole Procaccini (Bologne, 1520 - Milan 1595) est un peintre italien, dit il Vecchio pour le distinguer ensuite de l'un de ses petits-fils.

## Biographie
Ercole Procaccini est d'abord l'élève de Prospero Fontana, l'émule bolonais de Vasari, puis reste d'un académisme sage et froid malgré l'ascendant du Corrège.
Après avoir vécu à Bologne, il part à Milan en 1585 avec ses fils, ouvre un atelier et est à l'origine de cette famille célèbre de peintres : les Procaccini.
Il fera étudier Corrège, Parmigianino et leurs émules.
Il imitera Corrège dans ses productions gracieuses et soignées et restera acédémique.

## Œuvres
- Conversion de saint Paul, San Giacomo Maggiore (1573).
- Tableaux dans les églises de Milan (Saint-Augustin, Saint-Marc) et de ses environs (Saint-Benoît, chartreuse de Pavie)